# Saison 4 de Mon oncle Charlie
 (mai 2020).
Si vous disposez d'ouvrages ou d'articles de référence ou si vous connaissez des sites web de qualité traitant du thème abordé ici, merci de compléter l'article en donnant les références utiles à sa vérifiabilité et en les liant à la section « Notes et références ».
Chronologie
Saison 3 Saison 5
Cet article présente la quatrième saison de la série télévisée Mon oncle Charlie.

## Distribution

### Acteurs principaux
- Charlie Sheen (VF : Olivier Destrez) : Charlie Harper
- Jon Cryer (VF : Lionel Tua) : Alan Harper
- Angus T. Jones (VF : Brigitte Lecordier) : Jake Harper
- Marin Hinkle (VF : Elisabeth Fargeot) : Judith Harper
- Conchata Ferrell (VF : Elisabeth Margoni) : Berta
- Holland Taylor (VF : Maaike Jansen) : Evelyn Harper

### Acteurs récurrents
- Melanie Lynskey (VF : Natacha Muller) : Rose (épisodes 1 à 3, 5 et 6, 8 et 9, 11, 13, 15)
- Ryan Stiles (VF : Henri Courseaux) : Dr Herb Melnick (épisodes 5, 11, 13, 19 et 20)
- April Bowlby (VF : Nathalie Karsenti) : Kandi (épisode 1, 4, 10 et 11, 18)

### Invités
- Steven Tyler (lui-même) (épisodes 2)
- James Edson : Bobby (épisodes 6 et 9)
- Katherine LaNasa : Lydia (épisodes 6 et 10)
- Sara Rue : Naomi (épisodes 7 et 12)
- Jane Lynch : Dr Linda Freeman (épisodes 8 et 21)
- J. D. Walsh : Gordon (épisode 9)
- Brooke Shields : Danielle Stewart (épisode 14)
- Rebecca McFarland : Leanne (épisode 15)
- Brooke D'Orsay : Robin (épisode 16)
- Judy Greer : tante Myra (épisodes 19 et 20)
- Matt Roth : Greg (épisode 21)

### Invités spéciaux
- Enrique Iglesias : Fernando (épisode 23)

## Liste des épisodes

### Épisode 1:Retour à la case départ
- États-Unis : 18 septembre 2006

- États-Unis : 15,09 millions de téléspectateurs

- Sandra McCoy (Tina)
- Mia Kelly (Cindy)
- Katie Weaver (Marie)

### Épisode 2:Sexe, alcool et jeux de hasard
- États-Unis : 25 septembre 2006

- États-Unis : 15,28 millions de téléspectateurs

- Steven Tyler (lui-même)
- Nathalie Denise Sperl (Janie)

### Épisode 3:Le baiser de la mort
- États-Unis : 15,80 millions de téléspectateurs

- Nectar Rose (Dottie)
- Brian Patrick Wade (Sam)

### Épisode 4:Le cadeau
- États-Unis : 16,38 millions de téléspectateurs

- Christopher Neiman (Joel)
- Andre Ware (Officier Chamberlain)
- Michael Patrick McGill (Officier Smith)

### Épisode 5:Enterrement de vie de garçon
- États-Unis : 16,25 millions de téléspectateurs

- Ireesha (Woman)

### Épisode 6:Maman bis
- États-Unis : 15,03 millions de téléspectateurs

- Katherine LaNasa (Lydia)
- James Edson (Boby)
- Andy Pessoa (Andy)
- Brandon Killham (Joey)

### Épisode 7:Le retour de la fille
- États-Unis : 14,48 millions de téléspectateurs

- Sara Rue (Naomi)
- Andy Mackenzie (Ronald Wiedermeier)

### Épisode 8:Lâchez les chiens
- États-Unis : 15,83 millions de téléspectateurs

- Jane Lynch (Dr Linda Freeman)
- Melanie Abramoff (Taylor)
- Kelly Ring (Kelly)

### Épisode 9:Deviens un homme, mon fils
- États-Unis : 15,04 millions de téléspectateurs

- Rachel Cannon (Nina)
- J.D. Walsh (Gordon)
- Danielle Bisutti (Vicki)
- James Edson (Boby)

### Épisode 10:Lessive et dépendance
- États-Unis : 15,50 millions de téléspectateurs

- Katherine LaNasa (Lydia)
- Christopher T. Wood (Arnold)
- Carrie Stevens (Pam)

### Épisode 11:Mon plus beau Noël
- Susan Sullivan (Dorothy)
- Jessica Collins (Gloria)

### Épisode 12:Le dîner de famille
- États-Unis : 14,78 millions de téléspectateurs

- Sara Rue Naomi
- Marco Sanchez (Hector)

### Épisode 13:Les murs ont des oreilles
- États-Unis : 15,85 millions de téléspectateurs

- Sab Shimono (Hiroshi)

### Épisode 14:La nouvelle voisine
- États-Unis : 17,68 millions de téléspectateurs

- Brooke Shields (Danielle Stewart)
- Deprise Brescia (Vanessa)
- Carly Thomas Smith (Eva)

### Épisode 15:Rencontre sur le net
- États-Unis : 16,58 millions de téléspectateurs

- Rebecca McFarland (Leanne)
- Allison Janney Beverly
- Lauren Rose Lewis (Shannon)

### Épisode 16:Le vieux de quarante ans
- États-Unis : 16,56 millions de téléspectateurs

- Brooke D'Orsay (Robin)
- Morgan Fairchild (Donna)
- Kris Iyer (Dr Prajneep)
- Lamont Thompson (Bruno)
- Molly Morgan (Megan)

### Épisode 17:Une nouvelle famille
- États-Unis : 16,58 millions de téléspectateurs

- Wayne Wilderson (Roger)
- Tony Tripoli (Philip)
- Lee Garlington (Peggy)
- Austin Lee (Changpu)
- Michael Merton (Le photographe)

### Épisode 18:L'âge critique
- États-Unis : 11,68 millions de téléspectateurs

- Ben Hermes (Detective)
- Frankie J. Allison (Rodney)

### Épisode 19:Tante Myra - Partie 1
- États-Unis : 13,46 millions de téléspectateurs

- Judy Greer : tante Myra
- Sara Erikson (Bethany)

### Épisode 20:Tante Myra - Partie 2
- États-Unis : 13,03 millions de téléspectateurs

- Judy Greer (tante Myra)
- Tammy Lauren (Shannon)
- Bob Rumnock (Le ministre)

### Épisode 21:Un gay peut en cacher un autre
- États-Unis : 12,27 millions de téléspectateurs

- Matt Roth : Greg
- Jane Lynch (Dr Linda Freeman)
- Kay Panabaker (Sophie)

### Épisode 22:DrCharlie et mister Hyde
- États-Unis : 13,71 millions de téléspectateurs

- Joel Murray (Petey)
- Andrea Savage (Lena)
- Nadine Ellis (Jeanie)
- Doug Mitchell (Jim)

### Épisode 23:La nouvelle génération
- États-Unis : 13,27 millions de téléspectateurs

- Enrique Iglesias : Fernando
- Rachel Cannon (Chloe)

### Épisode 24:Un beau-père en or
- États-Unis : 10,16 millions de téléspectateurs

- Robert Wagner (Teddy Leopold)
- Mike Connors (Hugo)
- Jacqueline Lord (Tiffany)